# Terremoto de Nariño de 2013
El terremoto de Nariño de 2013 fue un movimiento telúrico que se registró en la ciudad de Ospina, Colombia, a las 09:16 (hora local) (14:16 UTC) del 9 de febrero.

## Eventos
Un sismo de 7.3 grados en la escala de magnitud de momento sacudió al centro, sur y occidente de Colombia. Su epicentro fue en el municipio de Ospina, en el departamento de Nariño. Ocurrió el 9 de febrero de 2013 a las 9:16 a. m. Hora local de Colombia (UTC-5). Tuvo una profundidad de 153 kilómetros. Se pudo sentir en el norte de Ecuador, algunas zonas de Panamá y en ciudades tan lejanas como Caracas, Venezuela.
El sismo no dejó ninguna víctima mortal. Sin embargo, dejó 37 heridos, 1896 viviendas averiadas y la ruptura de las ventanas del edificio Cafam Floresta ubicado en la ciudad de Bogotá.
Se descartó contacto con el Volcán Galeras. También se descartó alerta de tsunami, debido a la profundidad y magnitud del temblor.